# The Birth of a Nation (1915)
The Birth of a Nation is een Amerikaanse stomme film uit 1915 onder regie van D.W. Griffith. De film is gebaseerd op de boeken The Clansman (1905) en The Leopard's Spots, geschreven door Thomas Dixon Jr..

## Verhaal
Om te voorkomen dat de Verenigde Staten uiteenvallen verklaart Lincoln de oorlog aan de afvallige zuidelijke staten onder Jefferson Davis, wat leidt tot de Amerikaanse Burgeroorlog. De families Stoneman en Cameron, die goed bevriend waren, worden nu uiteengedreven door dit conflict (Austin Stoneman is een karikatuur van de politicus Thaddeus Stevens). Nadat het Zuiden is verslagen wordt de slavernij daar afgeschaft. Dit lijkt het begin van een beter bestaan van de zwarte bevolking in het Zuiden, maar dan komt er een beweging op die de bevoorrechte positie van de blanken koste wat het kost wil handhaven: de Ku Klux Klan.

## Succes
De film was een groot succes en werd volgens Wyn Craig Wade gezien door 25 miljoen Amerikanen.
In 1992 bestempelde de Amerikaanse Library of Congress deze film tot cultureel significant, waarmee hij een plaats kreeg in de National Film Registry.

## Betekenis
De film schetst een historisch misleidend beeld van de periode van de Reconstructie en is berucht om zijn racisme. The Birth of a nation was een stimulans voor een heropleving van het succes van de Ku Klux Klan. Als reactie op de controverse over zijn film draaide Griffith een nieuwe film, Intolerance, waarin internationale broederliefde en vrede wordt gepredikt.

## Rolverdeling
| Acteur              | Personage                 | Nota                          |
| ------------------- | ------------------------- | ----------------------------- |
| Lillian Gish        | Elsie Stoneman            |                               |
| Mae Marsh           | Flora Cameron             |                               |
| Henry B. Walthall   | Kolonel Benjamin Cameron  |                               |
| Ralph Lewis         | Austin Stoneman           | gebaseerd op Thaddeus Stevens |
| George Siegmann     | Silas Lynch               |                               |
| Walter Long         | Gus                       |                               |
| Elmer Clifton       | Phil Stoneman             |                               |
| Miriam Cooper       | Margaret Cameron          |                               |
| Josephine Crowell   | Mrs. Cameron              |                               |
| Spottiswoode Aitken | Dr. Cameron               |                               |
| Joseph Henabery     | President Abraham Lincoln |                               |
| George Beranger     | Wade Cameron              |                               |
| Maxfield Stanley    | Duke Cameron              |                               |
| Wallace Reid        | Jeff                      |                               |
| Jennie Lee          | Mammy                     |                               |
| Donald Crisp        | Generaal Ulysses S. Grant |                               |
| Howard Gaye         | Generaal Robert E. Lee    |                               |
| Mary Alden          | Lydia Brown               |                               |
| Robert Harron       | Tod Stoneman              |                               |
| Sam De Grasse       | Senator Charles Sumner    | onvermeld                     |
| Madame Sul-Te-Wan   | Vrouw met zigeunersjaal   | onvermeld                     |
| Olga Grey           | Laura Keene               | onvermeld                     |
| Raoul Walsh         | John Wilkes Booth         | onvermeld                     |
| Alberta Lee         | Mrs. Mary Todd Lincoln    | onvermeld                     |

Beelden
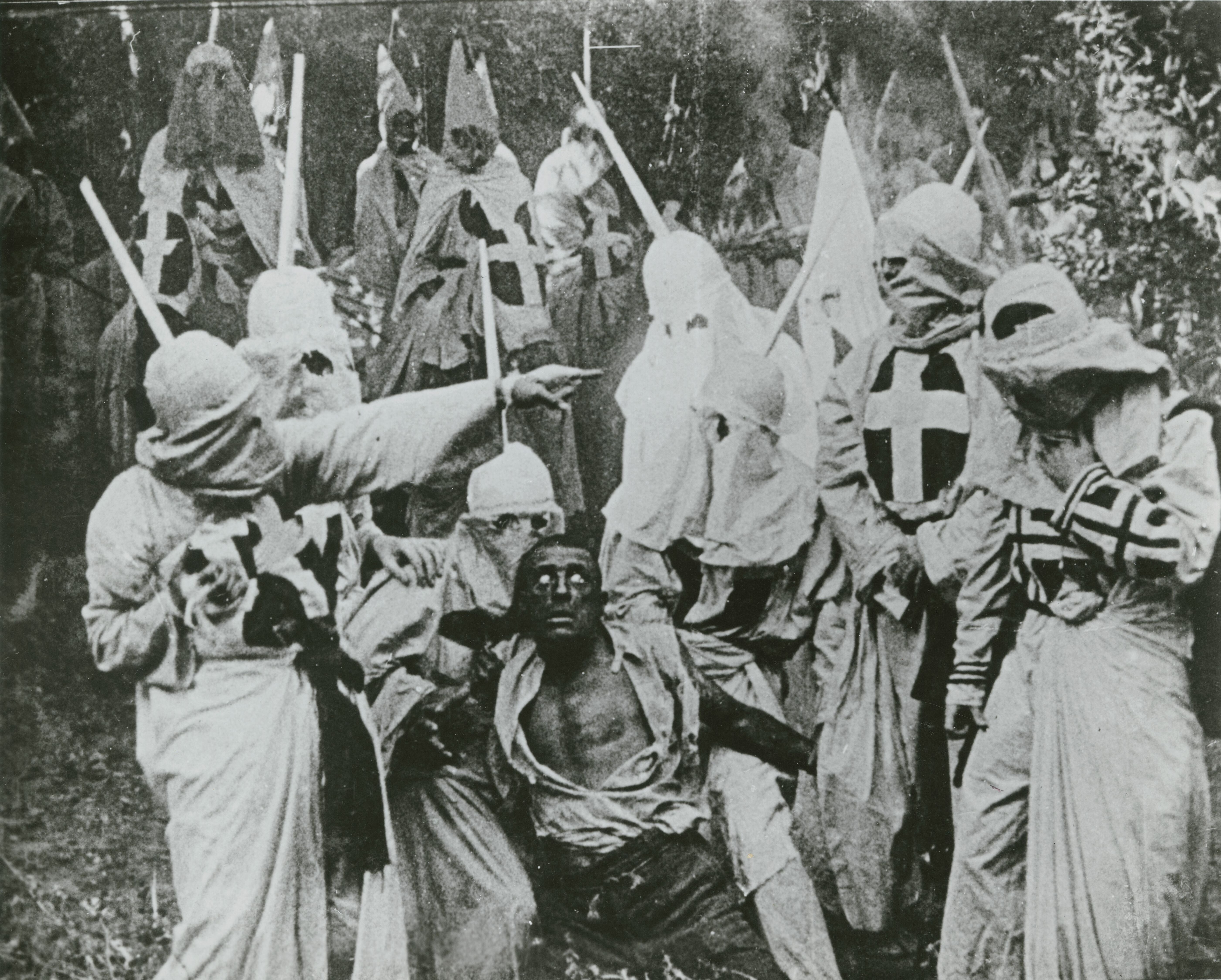
The Birth of a Nation
- Scène uit Birth of a Nation
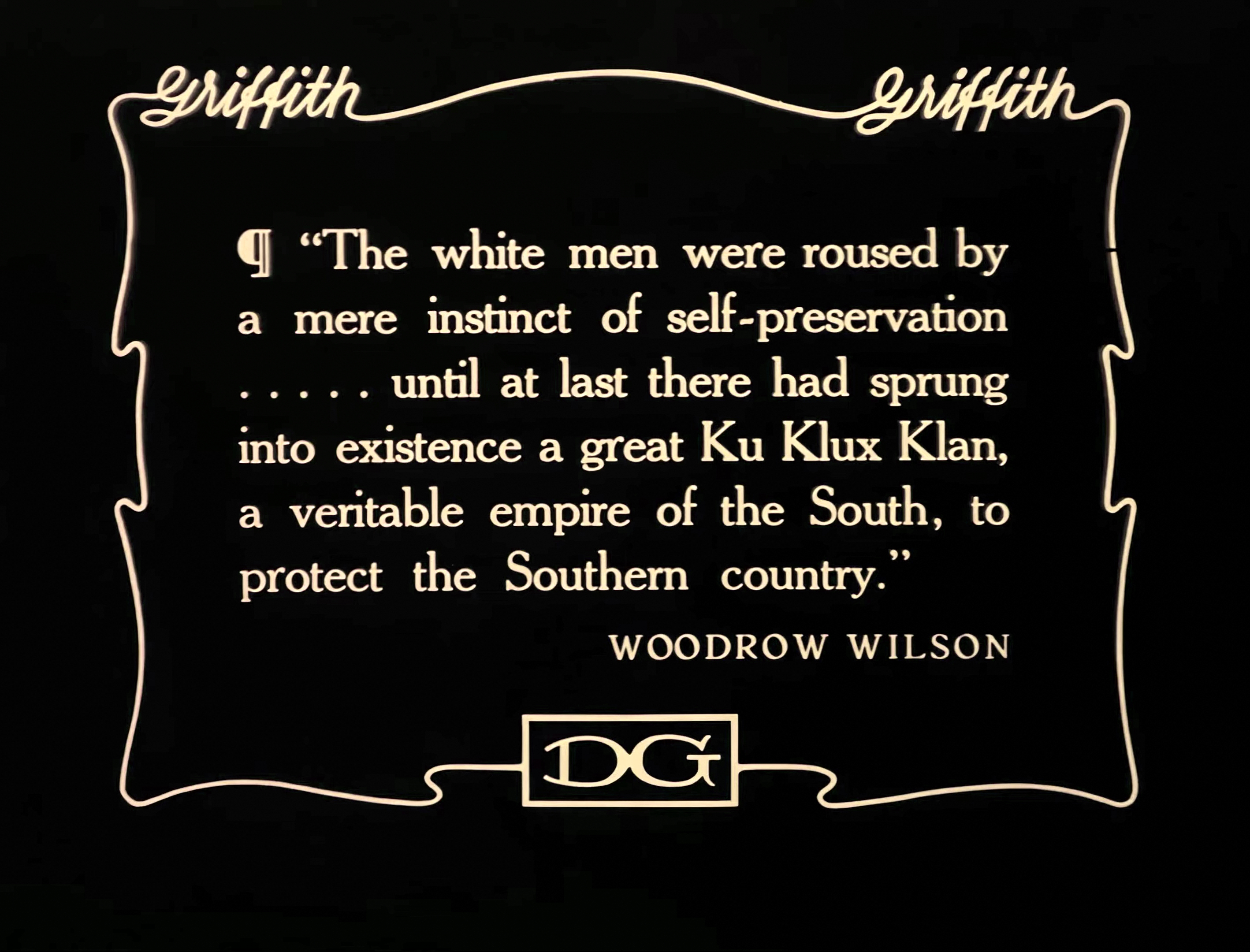
Tussentitel